# 韭菜园街道
韭菜园街道，是中华人民共和国湖南省长沙市芙蓉区下辖的一个乡镇级行政单位。

## 行政区划
韭菜园街道下辖以下地区：
桐荫里社区、燕山街社区、八一桥社区、军区社区、汤家岭社区和蓉园社区。